# 고양호수예술축제
고양호수예술축제는 경기도 고양시에서 열리는 가을 축전이다.